# Uranotaenia principensis
Uranotaenia principensis är en tvåvingeart som beskrevs av Cunha Ramos 1993. Uranotaenia principensis ingår i släktet Uranotaenia och familjen stickmyggor.
Artens utbredningsområde är Principe. Inga underarter finns listade i Catalogue of Life.